# Home Retail Group
Die Home Retail Group plc (HRG) ist der führende britische Einzelhändler bei Konsumgütern. Das Unternehmen mit Firmensitz in Milton Keynes ist im FTSE 100 Aktienindex an der Londoner Börse gelistet.
Das Unternehmen umfasst als Holding die Einzelhandelsunternehmen Argos und Homebase, sowie deren Finanzbereiche wie ARG Financial Services, ARG Card Services, ARG Insurance Services und ARG Card Transactions.
Insgesamt beschäftigt die Gruppe ungefähr 48.000 Personen und hat über 1.000 Filialen auf den Britischen Inseln.

## Waren
- Marktführer bei: Schmuck, Spielwaren, Möbel, Sportzubehör, Freizeitausrüstung und kleineren Haushaltsgeräten
- Platz 2 bei: Heimwerkerwaren und Gartenprodukten
- Platz 3 bei: Unterhaltungselektronik und großen Haushaltsgeräten

## Geschichte
Im April 1998 kaufte das Unternehmen GUS plc den Einzelhändler Argos auf, dessen Produkte zu der Zeit Schmuck, Spielsachen, Elektronik und Haushaltsartikel waren. 2000 wurden Argos, GUS Home-Shopping und Reality UK Lieferservice in der Home Retail Group vereinigt. Die beiden letzteren wurde 2003 und 2006 wieder verkauft. Im Dezember 2002 wurde Homebase zugekauft.
Am 10. Oktober 2006 spaltete sich HRG von seiner Muttergesellschaft GUS plc ab und wurde ein eigenständiges börsennotiertes Unternehmen.
2016 wurde die Home Retail Group von J Sainsbury übernommen.